# Medaile Za osvobození Bělehradu
Medaile Za osvobození Bělehradu (rusky Медаль «За освобождение Белграда») byla sovětská medaile založená roku 1945, jež byla během druhé světové války udílena za účast na bojích během bělehradské operace.

## Historie
Medaile byla založena vyhláškou Nejvyššího sovětu Sovětského svazu dne 9. června 1945. Autorem vzhledu medaile je A. I. Kuzněcov.

## Pravidla udílení
Medaile byla udílena příslušníkům rudé armády, námořnictva a jednotek NKVD, kteří se přímo účastnili útoku na Bělehrad a jeho osvobození v rozhodném období od 29. září do 22. října 1944. Udílena byla i velitelům vojenských operací během osvobozování tohoto města. Celkem bylo uděleno přibližně 70 000 těchto medailí.
Medaile Za osvobození Bělehradu se v přítomnosti dalších sovětských medailí nosí za medailí Za dobytí Berlína. Pokud se nosí s vyznamenáními Ruské federace, pak mají ruská vyznamenání přednost.

## Popis insignie
Medaile kulatého tvaru o průměru 32 mm je vyrobena z mosazi. Na přední straně je při vnějším okraji vavřínový věnec, který je v horní části přerušený pěticípou hvězdou. Uprostřed je v horní polovině půlkruhový nápis v cyrilici ЗА ОСВОБОЖДЕНИЕ (za osovobození) a pod ním slovo БЕЛГРАДА (Bělehradu). Vnější okraj medaile je vystouplý. Na zadní straně je datum 20 октября 1944 (20. října 1944), nad kterým je pěticípá hvězda. Všechny nápisy a motivy jsou konvexní. Vnější okraj medaile je vystouplý.
Medaile je připojena pomocí jednoduchého kroužku ke kovové destičce ve tvaru pětiúhelníku potažené hedvábnou stuhou z moaré. Stuha je zelená s proužkem černé barvy širokým 8 mm uprostřed. Celková šířka stuhy je 24 mm.